# Kibi no Makibi
Kibi no Makibi (吉備 真備, [[[695]] - 775] Erro: {{japonês}}: texto da transliteração contém caractere não latino (pos 17) (ajuda), também conhecido como Kibi Daijin) , foi um nobre que viveu no Período Nara da história do Japão.
Makibi nasceu em Shimotsumichi, província de Bitchū (atual Kurashiki, Okayama) era chamado Shimotsumichi-no Asomi Makibi, era filho de Shimotsumichi-no Asomi Kunikatsu. Pertencia ao Ramo Shimotsumichi que era uma linha da elite local que derivava do clã Kibi. Esse nome derivava do antigo nome da região que abrangia as províncias de: província de Bitchū, província de Bizen, província de Bingo e província de Mimasaka.

## Carreira
Makibi serviu os seguintes imperadores: Imperatriz Gensho (717 - 724) e Shōmu (724 - 749), Imperatriz Koken (749 - 758), Junnin (758 - 764), Imperatriz Shotoku (764 - 770), Imperador Konin  (770 - 771).
Entre 717 e 718 , durante o governo da  Imperatriz Gensho,  Makibi fez parte da missão japonesa para  China da Dinastia Tang ( Kentōshi ) junto com Abe no Nakamaro e o monge budista Genbō. Makibi ficou na China por 17 anos antes de retornar ao Japão. Dizem que na sua volta trouxe uma série de coisas, introduzindo no Japão o jogo Go e a arte de bordar.
Sua crescente influência na corte provocou a Rebelião de Fujiwara no Hirotsugu em 740 contra o Imperador Shōmu.
Em 751 no governo da  Imperatriz Koken, Makibi foi nomeado Chikuzen Mamoru e Hizen Mamoru (governador das províncias de Chikuzen e de Hizen). No ano seguinte foi nomeado vice-embaixador para a Dinastia Tang e viajou para a China no ano seguinte, voltando a Japão em 753.
Makibi passou alguns anos em Kyushu como Dazai Daini (大宰大弐, Assistente do Vice-rei do Dazaifu, segundo principal cargo governamental da ilha); voltando depois para a Corte em Nara.
Em 764, no governo da Imperatriz Shotoku, Makibi foi nomeado Sangi e chefe do projeto que construiria o Tōdai-ji. No final deste mesmo ano , durante a revolta de Fujiwara no Nakamaro, Makibi foi designado para dirigir o exército que iria sufocar essa rebelião.
Em 765, foi nomeado Dainagon, e em 766 promovido a Udaijin. Em 770, após a morte da Imperatriz Shotoku apoiou o candidato derrotado para o trono e quando o Imperador Konin ascendeu ao trono, apresentou a sua demissão do cargo. A corte só aceitou a sua demissão do cargo militar e manteve-o como Udaijin. Mas em 771 renunciou, dedicando-se ao estudo dos princípios confucionistas e suas aplicações na administração japonesa.
Makibi morreu em 775 aos 80 anos de idade.
| Precedido por Fujiwara no Nagate | 16º Udaijin (766 - 771) | Sucedido por Ōnakatomi no Kiyomaro |